# Rennrodel-Weltmeisterschaften 2005
Die 38. Rennrodel-Weltmeisterschaften auf der Kunstbahn fanden vom 18. bis 20. Februar 2005 im US-amerikanischen Park City statt und bildeten den Höhepunkt der Rennrodel-Weltcupsaison 2004/05.

## Einsitzer der Frauen
| Rang | Name                         | Land               | Zeit     |
| ---- | ---------------------------- | ------------------ | -------- |
| 1    | Sylke Otto                   | Deutschland        | 1:28,056 |
| 2    | Barbara Niedernhuber         | Deutschland        | +0,228   |
| 3    | Anke Wischnewski             | Deutschland        | +0,310   |
| 4    | Ashley Hayden                | Vereinigte Staaten | +0,443   |
| 5    | Natalja Jakuschenko          | Ukraine            | +0,640   |
| 6    | Sonja Manzenreiter           | Österreich         | +0,726   |
| 7    | Veronika Halder              | Österreich         | +0,813   |
| 8    | Anna Orlova                  | Lettland           | +0,815   |
| 9    | Regan Lauscher               | Kanada             | +0,899   |
| 10   | Courtney Zablocki            | Vereinigte Staaten | +0,906   |
| 11   | Anastasia Oberstolz-Antonowa | Italien            | +0,922   |
| 12   | Lilia Ludan                  | Ukraine            | +0,973   |
| 13   | Brenna Margol                | Vereinigte Staaten | +1,034   |
| 14   | Nina Reithmayer              | Österreich         | +1,059   |
| 15   | Erin Hamlin                  | Vereinigte Staaten | +1,066   |

Weitere Reihenfolge
| Platz | Sportlerin          | Land |
| ----- | ------------------- | ---- |
| 16    | Alexandra Rodionowa | RUS  |
| 17    | Anahita Panjwani    | NOR  |
| 18    | Ewelina Staszulonek | POL  |
| 19    | Aiva Aparjode       | LVA  |
| 20    | Madoka Harada       | JPN  |
| 21    | Martina Kocher      | CHE  |
| 22    | Meghan Simister     | CAN  |
| 23    | Juliya Dudar        | UKR  |
| 24    | Wiktoria Kneib      | RUS  |
| 25    | Aija Katkovska      | LVA  |
| 26    | Markéta Jeriová     | CZE  |
| 27    | Jana Šišajová       | SVK  |
| 28    | Madison Dupuis      | CAN  |
| 29    | Michelle Despain    | ARG  |
| 30    | Alex Gough          | CAN  |
| 31    | Veronika Sabolová   | SVK  |
| DSQ   | Silke Kraushaar     | GER  |

## Einsitzer der Männer
| Rang | Name              | Land               | Zeit     |
| ---- | ----------------- | ------------------ | -------- |
| 1    | Armin Zöggeler    | Italien            | 1:30,617 |
| 2    | Georg Hackl       | Deutschland        | +0,153   |
| 3    | David Möller      | Deutschland        | +0,167   |
| 4    | Jan Eichhorn      | Deutschland        | +0,276   |
| 5    | Markus Kleinheinz | Österreich         | +0,384   |
| 6    | Stefan Höhener    | Schweiz            | +0,471   |
| 7    | Tony Benshoof     | Vereinigte Staaten | +0,493   |
| 8    | Reinhold Rainer   | Italien            | +0,530   |
| 9    | Wiktor Kneib      | Russland           | +0,594   |
| 10   | Jaroslav Slávik   | Slowakei           | +0,698   |
| 11   | Mārtiņš Rubenis   | Lettland           | +0,773   |
| 12   | Jeff Christie     | Kanada             | +0,807   |
| 13   | Wilfried Huber    | Italien            | +0,929   |
| 14   | Andi Langenhan    | Deutschland        | +1,120   |
| 15   | Daniel Pfister    | Österreich         | +1,615   |

Weitere Reihenfolge
| Platz | Sportler              | Land |
| ----- | --------------------- | ---- |
| 16    | Patrick Schwienbacher | ITA  |
| 17    | Jonathan N. Myles     | USA  |
| 18    | Guntis Rēķis          | LVA  |
| 19    | Martin Abentung       | AUT  |
| 20    | Christian Niccum      | USA  |
| 21    | Rainer Margreiter     | AUT  |
| 22    | Kaspars Dumpis        | LVA  |
| 23    | Bengt Walden          | SWE  |
| 24    | Johan Rousseau        | FRA  |
| 25    | Nauris Skraustiņš     | LVA  |
| 26    | Jorgen Krause         | CAN  |
| 27    | Samuel Edney          | CAN  |
| 28    | Kirill Serikow        | RUS  |
| 29    | Adam Rosen            | GBR  |
| 30    | Mark Hatton           | GBR  |
| 31    | Shigeaki Ushijima     | JPN  |
| 32    | Matthew Mortensen     | USA  |
| 33    | Alexander Kassjanow   | RUS  |
| 34    | Przemysław Pochłód    | POL  |
| 35    | Takahisa Oguchi       | JPN  |
| 36    | Ian Cockerline        | CAN  |
| 37    | Albert Demtschenko    | RUS  |
| 38    | Jozef Ninis           | SVK  |
| 39    | Marian Lăzărescu      | ROU  |
| 40    | Werner Hoeger         | VEN  |
| DNF   | Eugen Radu            | ROU  |

## Doppelsitzer der Männer
| Rang | Name                                        | Land               | Zeit     |
| ---- | ------------------------------------------- | ------------------ | -------- |
| 1    | André Florschütz – Torsten Wustlich         | Deutschland        | 1:28,091 |
| 2    | Patric Leitner – Alexander Resch            | Deutschland        | +0,012   |
| 3    | Mark Grimmette – Brian Martin               | Vereinigte Staaten | +0,124   |
| 4    | Christian Oberstolz – Patrick Gruber        | Italien            | +0,191   |
| 5    | Gerhard Plankensteiner – Oswald Haselrieder | Italien            | +0,272   |
| 6    | Preston Griffall – Dan Joye                 | Vereinigte Staaten | +0,311   |
| 7    | Ľubomír Mick – Walter Marx                  | Slowakei           | +0,428   |
| 8    | Markus Schiegl – Tobias Schiegl             | Österreich         | +0,483   |
| 9    | Christian Niccum – Patrick Quinn            | Vereinigte Staaten | +0,685   |
| 10   | Juris Šics – Andris Šics                    | Lettland           | +0,705   |
| 11   | Grant Albrecht – Eric Pothier               | Kanada             | +0,721   |
| 12   | Marcel Lorenz – Christian Baude             | Deutschland        | +0,849   |
| 13   | Hans Peter Fischnaller – Klaus Kofler       | Italien            | +0,908   |
| 14   | Goro Hayashibe – Masaki Toshiro             | Japan              | +1,473   |
| 15   | Michail Kusmitsch – Juri Wesselow           | Russland           | +1,517   |

Weitere Reihenfolge
| Platz | Sportler                               | Land |
| ----- | -------------------------------------- | ---- |
| 16    | Peter Penz, Georg Fischler             | AUT  |
| 17    | Samuel Edney, Gwyn Lewis               | CAN  |
| 18    | Eugen Radu, Marian Lăzărescu           | ROU  |
| 19    | Marcin Piekarski, Krzysztof Lipiński   | POL  |
| DNF   | Iwan Newmerschizki, Wladimir Prochorow | RUS  |

## Teamwettbewerb
| Rang | Land               | Name                                                                               | Zeit     |
| ---- | ------------------ | ---------------------------------------------------------------------------------- | -------- |
| 1    | Deutschland        | André Florschütz/Torsten Wustlich – Sylke Otto – Georg Hackl                       | 2:15,696 |
| 2    | Vereinigte Staaten | Mark Grimmette/Brian Martin – Ashley Hayden – Tony Benshoof                        | +0,163   |
| 3    | Italien            | Christian Oberstolz/Patrick Gruber – Anastasia Oberstolz-Antonowa – Armin Zöggeler | +0,237   |
| 4    | Österreich         | Markus Schiegl/Tobias Schiegl – Sonja Manzenreiter – Markus Kleinheinz             | +0,350   |
| 5    | Russland           | Iwan Newmergiski/Wladimir Prochorow – Alexandra Rodionowa – Albert Demtschenko     | +0,854   |
| 6    | Kanada             | Grant Albrecht/Eric Pothier – Regan Lauscher – Jeff Christie                       | +0,866   |
| 7    | Slowakei           | Ľubomír Mick/Walter Marx – Veronika Sabolová – Jaroslav Slávik                     | +1,615   |
| 8    | Japan              | Goro Hayashibe/Masaki Toshiro – Madoka Harada – Takahisa Oguchi                    | +2,475   |
| 9    | Polen              | Marcin Piekarski/Krzysztof Lipiński – Ewelina Staszulonek – Przemyslaw Pochlod     | +2,861   |
| 10   | Lettland           | Juris Šics/Andris Šics – Anna Orlova – Mārtiņš Rubenis                             | +9,377   |

## Medaillenspiegel
| Platz | Land        | Gold | Silber | Bronze | Gesamt |
| ----- | ----------- | ---- | ------ | ------ | ------ |
| 1.    | Deutschland | 3    | 3      | 2      | 8      |
| 2.    | Italien     | 1    | 0      | 1      | 2      |
| 3.    | USA         | 0    | 1      | 1      | 2      |